# Bányapataka
Bányapataka (1899-ig Bánszka, szlovákul: Banské) község Szlovákiában, az Eperjesi kerület Varannói járásában.

## Fekvése
Varannótól 11 km-re délnyugatra, az Eperjes-Tokaji-hegység keleti oldalán fekszik.

## Története
1397-ben „Banyapathaka alias Wyuagas” néven említik először. 1471-ben „Kwsbanyapathaka” néven szerepel. A 16. században ruszinokkal telepítették be. 1715-ben 41 ház és két malom állt a faluban. 1787-ben 80 házban 608 lakos élt.
A 18. század végén Vályi András így ír róla: „BÁNSZKA. Tót falu Zemplén Vármegyében, birtokos Ura Bernát Uraság, lakosai katolikusok, fekszik Varannótól egy mértföldnyire. Termésbéli tulajdonságaira nézve Aranyos patakoz hasonló, harmadik Osztálybéli.”
Fényes Elek 1851-ben kiadott geográfiai szótárában így ír a faluról: „Bánszka, orosz falu, Zemplén vgyében, egy mély völgyben, hegyektől minden oldalrul körülvétetve, ut. post. Eperjestől 3 órányira. Van 580 görög, 50 római kath., 10 zsidó lak., g. kath., templom egy kősziklán, patakján 2 malma. Határa 5000 hold, mellyből urbériség 16 2/8 telek után 400 h. szántó és 100 h. rét, majorsági szántó 60 hold, s szép bikkes erdő 4060 hold. Szántóföldjei, rétjei mind hegyeken vannak, soványak, s főleg zabot teremnek. A határ nyugoti része magas bérczeken át szomszédos a hires Bánki fördővel Abauj vármegyében. Hegyeiből vasérczeket ásván, ezeket Remetére és Szinnára hordja eladni. Birják: Sós Tamás, Kandó Kálmán, Sós Klára, Szirmay Ferencz, Bernáth Anna, Némethy Gábor, Vladár János.”
Borovszky Samu monográfiasorozatának Zemplén vármegyét tárgyaló része szerint: „Bányapatak, azelőtt Bánszka, Abauj-Torna vármegye határán fekszik s 109 háza és 550 tótajkú gör.-kath. vallású lakosa van. Postája Vehécz, távírója és vasúti állomása Varannó. Ősrégi község, mely Baniaczka névvel már a XIII. században Ratiszló orosz herczeg birtoka, 1395-ben Bányapataka néven kir. birtokként szerepel. Mátyás király alatt már bányái voltak és akkor csatolták hozzá az Újvágás nevű területet, mely Kisbányapataka néven is említtetik. 1397-ben Rozgonyi Simon volt az ara. 1438-ban már a Sóvári Soósoknak is van itt részbirtokuk. 1458-ban kapják a Czudarok és a Rozgonyiak a nótázott Sóvári Soósok részeit. Ez időben Nagy- és Kis-Bányapataka néven, úgy látszik, két község. 1585-ben, a mikor Varannó tartozéka, Drugeth János, majd Nyáry István az ura. 1598-ban Báthory István is birtokosául említtetik. 1774-ben Melczer Ferencz, Fáy Antal, Soós Imre és Pál, majd gróf Forgách, azután a mult század első felében a Bernáth, Kandó, Nemthy, Soós, Szirmay és Vladár családoké; de ma nincs nagyobb birtokosa. Határában a hegyek barnaszenet és vasérczet rejtenek, de nem aknázzák őket. Dűlőnevei közül figyelmet érdemelnek Csertlina hora, vagyis Ördöghegye, a Michnicska, vagyis Mitz báné, a Prokopova skala, vagyis Prokop sziklája. Közelében, a hegyek között, van az ú. n. Veternyik, szélbarlang, mely onnan vette nevét, hogy e barlangból folyton erős széláramlat tolul ki.”
1920 előtt Zemplén vármegye Varannói járásához tartozott.

## Népessége
| Év:            | 1994. | 2004.    | 2014.    | 2024.    |
| -------------- | ----- | -------- | -------- | -------- |
| Emberek száma: | 1355  | 1563     | 1811     | 2018     |
| Eltérés:       |       | +15,35 % | +15,86 % | +11,43 % |

| Év:            | 2023. | 2024.   |
| -------------- | ----- | ------- |
| Emberek száma: | 1974  | 2018    |
| Eltérés:       |       | +2,22 % |

1910-ben 567, túlnyomórészt ruszin lakosa volt.
2001-ben 1458 lakosából 1116 szlovák és 337 cigány volt.
2011-ben 1713 lakosából 1335 szlovák és 320 cigány.

## Nevezetességei
- Barokk-klasszicista görögkatolikus temploma 1788-ban épült.